# Alpiner Nor-Am Cup 2012/13
Die Saison 2012/2013 des Alpinen Nor-Am Cups begann am 24. November 2012 in Loveland und endete am 17. März in Calgary (Herren) bzw. am 18. März 2013 in Squaw Valley (Damen). Bei den Herren waren 29 Rennen geplant (4 Abfahrten, 7 Super-G, je 8 Riesenslaloms und Slaloms sowie 2 Super-Kombinationen), während die Damen 28 Rennen fahren sollten (4 Abfahrten, 6 Super-G, je 8 Riesenslaloms und Slaloms sowie 2 Super-Kombinationen).
Die Tabellen zeigen die fünf Bestplatzierten in der Gesamtwertung und in jeder Disziplinwertung sowie die drei besten Fahrer jedes Rennens.

## Herren

### Gesamtwertung
| Rang | Name           | Land               | Punkte |
| ---- | -------------- | ------------------ | ------ |
| 1    | Jared Goldberg | Vereinigte Staaten | 1069   |
| 2    | Phil Brown     | Kanada             | 0903   |
| 3    | Morgan Pridy   | Kanada             | 0798   |
| 4    | Jeffrey Frisch | Kanada             | 0649   |
| 5    | Sasha Zaitsoff | Kanada             | 0522   |

### Abfahrt
| Rang | Name           | Land               | Punkte |
| ---- | -------------- | ------------------ | ------ |
| 1    | Jared Goldberg | Vereinigte Staaten | 320    |
| 2    | Jeffrey Frisch | Kanada             | 246    |
| 3    | Bryce Bennett  | Vereinigte Staaten | 192    |
| 4    | Conrad Pridy   | Kanada             | 181    |
| 5    | Morgan Pridy   | Kanada             | 165    |

### Super-G
| Rang | Name           | Land               | Punkte |
| ---- | -------------- | ------------------ | ------ |
| 1    | Morgan Pridy   | Kanada             | 455    |
| 2    | Jared Goldberg | Vereinigte Staaten | 381    |
| 3    | Jeffrey Frisch | Kanada             | 317    |
| 4    | Nick Daniels   | Vereinigte Staaten | 222    |
| 5    | Tyler Werry    | Kanada             | 176    |

### Riesenslalom
| Rang | Name                 | Land               | Punkte |
| ---- | -------------------- | ------------------ | ------ |
| 1    | Phil Brown           | Kanada             | 345    |
| 2    | David Donaldson      | Kanada             | 317    |
| 3    | Kieffer Christianson | Vereinigte Staaten | 296    |
| 4    | Ford Swette          | Kanada             | 239    |
| 5    | Brennan Rubie        | Vereinigte Staaten | 231    |

### Slalom
| Rang | Name                | Land               | Punkte |
| ---- | ------------------- | ------------------ | ------ |
| 1    | Paul Stutz          | Kanada             | 368    |
| 2    | Michael Janyk       | Kanada             | 320    |
| 3    | Jonathan Nordbotten | Norwegen           | 299    |
| 4    | Colby Granstrom     | Vereinigte Staaten | 262    |
| 5    | Phil Brown          | Kanada             | 260    |

### Super-Kombination
| Rang | Name           | Land               | Punkte |
| ---- | -------------- | ------------------ | ------ |
| 1    | Morgan Pridy   | Kanada             | 140    |
| 2    | Mark Engel     | Vereinigte Staaten | 125    |
| 3    | Phil Brown     | Kanada             | 120    |
| 4    | Jared Goldberg | Vereinigte Staaten | 115    |
| 5    | Trevor Philp   | Kanada             | 090    |

### Podestplätze
Disziplinen:
- DH = Abfahrt
- SG = Super-G
- GS = Riesenslalom
- SL = Slalom
- SC = Superkombination

| Datum      | Ort             | Dis. | 1. Platz                   | 2. Platz                      | 3. Platz                        |
| ---------- | --------------- | ---- | -------------------------- | ----------------------------- | ------------------------------- |
| 24.11.2012 | Loveland        | SL   | Jonathan Nordbotten (NOR)  | Leif Kristian Haugen (NOR)    | David Chodounsky (USA)          |
| 25.11.2012 | Loveland        | SL   | Leif Kristian Haugen (NOR) | Christoph Nösig (AUT)         | Julien Cousineau (CAN)          |
| 26.11.2012 | Aspen           | GS   | Marcel Hirscher (AUT)      | Giovanni Borsotti (ITA)       | Thomas Fanara (FRA)             |
| 27.11.2012 | Aspen           | GS   | Roberto Nani (ITA)         | Marcus Sandell (FIN)          | Stefan Luitz (GER)              |
| 05.12.2012 | Copper Mountain | DH   | Jared Goldberg (USA)       | Thomas Biesemeyer (USA)       | Marvin Ackermann (GER)          |
| 06.12.2012 | Copper Mountain | DH   | Jared Goldberg (USA)       | Bryce Bennett (USA)           | Alexander Glebov (RUS)          |
| 08.12.2012 | Copper Mountain | SG   | Alexander Glebov (RUS)     | Jared Goldberg (USA)          | Philipp Zepnik (GER)            |
| 09.12.2012 | Copper Mountain | SG   | Jack Auty (USA)            | Jeffrey Frisch (CAN)          | William Schuessler-Bédard (CAN) |
| 12.12.2012 | Panorama        | SL   | Paul Stutz (CAN)           | Colby Granstrom (USA)         | Jared Goldberg (USA)            |
| 13.12.2012 | Panorama        | SL   | Trevor Philp (CAN)         | Phil Brown (CAN)              | Trevor White (CAN)              |
| 14.12.2012 | Panorama        | GS   | Brennan Rubie (USA)        | Ford Swette (CAN)             | David Donaldson (CAN)           |
| 15.12.2012 | Panorama        | GS   | Brennan Rubie (USA)        | William St-Germain (CAN)      | Seppi Stiegler (USA)            |
| 16.12.2012 | Panorama        | SG   | Jared Goldberg (USA)       | Morgan Pridy (CAN)            | Jeffrey Frisch (CAN)            |
| 16.12.2012 | Panorama        | SC   | Jared Goldberg (USA)       | Mark Engel (USA)              | Phil Brown (CAN)                |
| 17.12.2012 | Panorama        | SG   | Brennan Rubie (USA)        | Morgan Pridy (CAN)            | Jeffrey Frisch (CAN)            |
| 31.01.2013 | Vail            | GS   | Kieffer Christianson (USA) | Nikolai Tornø Narvestad (NOR) | Nicholas Krause (USA)           |
| 01.02.2013 | Vail            | GS   | Ford Swette (CAN)          | Sasha Zaitsoff (CAN)          | Kieffer Christianson (USA)      |
| 02.02.2013 | Vail            | SL   | Paul Stutz (CAN)           | Michael Janyk (CAN)           | Phil Brown (CAN)                |
| 03.02.2013 | Vail            | SL   | Paul Stutz (CAN)           | Michael Janyk (CAN)           | Phil Brown (CAN)                |
| 08.02.2013 | Apex            | DH   | Conrad Pridy (CAN)         | Jared Goldberg (USA)          | Jeffrey Frisch (CAN)            |
| 10.02.2013 | Apex            | DH   | Jeffrey Frisch (CAN)       | Morgan Pridy (CAN)            | John Kucera (CAN)               |
| 10.02.2013 | Apex            | SG   | Nick Daniels (USA)         | Conrad Pridy (USA)            | Vincent Lajoie (CAN)            |
| 12.03.2013 | Nakiska         | SG   | Morgan Pridy (CAN)         | Tyler Werry (CAN)             | Dustin Cook (CAN)               |
| 12.03.2013 | Nakiska         | SC   | Morgan Pridy (CAN)         | Erik Read (CAN)               | Phil Brown (CAN)                |
| 13.03.2013 | Nakiska         | SG   | Morgan Pridy (CAN)         | Dustin Cook (CAN)             | Jared Goldberg (USA)            |
| 14.03.2013 | Nakiska         | GS   | David Donaldson (CAN)      | Phil Brown (CAN)              | Robby Kelley (USA)              |
| 15.03.2013 | Nakiska         | GS   | Phil Brown (CAN)           | Robby Kelley (USA)            | Espen Lysdahl (NOR)             |
| 16.03.2013 | Calgary         | SL   | Colby Granstrom (USA)      | Michael Janyk (CAN)           | Julien Cousineau (CAN)          |
| 17.03.2013 | Calgary         | SL   | Jonathan Nordbotten (NOR)  | Michael Janyk (CAN)           | Will Brandenburg (USA)          |

## Damen

### Gesamtwertung
| Rang | Name                     | Land               | Punkte |
| ---- | ------------------------ | ------------------ | ------ |
| 1    | Megan McJames            | Vereinigte Staaten | 1008   |
| 2    | Jacqueline Wiles         | Vereinigte Staaten | 0800   |
| 3    | Abby Ghent               | Vereinigte Staaten | 0723   |
| 4    | Kristine Gjelsten Haugen | Norwegen           | 0667   |
| 5    | Katie Ryan               | Vereinigte Staaten | 0639   |

### Abfahrt
| Rang | Name             | Land               | Punkte |
| ---- | ---------------- | ------------------ | ------ |
| 1    | Katie Ryan       | Vereinigte Staaten | 380    |
| 2    | Jacqueline Wiles | Vereinigte Staaten | 280    |
| 3    | Abby Ghent       | Vereinigte Staaten | 275    |
| 4    | Katie Hartman    | Vereinigte Staaten | 181    |
| 5    | Tess Davies      | Kanada             | 140    |

### Super-G
| Rang | Name             | Land               | Punkte |
| ---- | ---------------- | ------------------ | ------ |
| 1    | Jacqueline Wiles | Vereinigte Staaten | 285    |
| 2    | Megan McJames    | Vereinigte Staaten | 258    |
|      | Anna Marno       | Vereinigte Staaten | 258    |
| 4    | Katie Ryan       | Vereinigte Staaten | 246    |
| 5    | Katie Hartman    | Vereinigte Staaten | 245    |

### Riesenslalom
| Rang | Name                     | Land               | Punkte |
| ---- | ------------------------ | ------------------ | ------ |
| 1    | Mikaela Tommy            | Kanada             | 366    |
| 2    | Megan McJames            | Vereinigte Staaten | 354    |
| 3    | Kristine Gjelsten Haugen | Norwegen           | 329    |
| 4    | Mateja Robnik            | Slowenien          | 260    |
| 5    | Ève Routhier             | Kanada             | 227    |

### Slalom
| Rang | Name            | Land               | Punkte |
| ---- | --------------- | ------------------ | ------ |
| 1    | Anna Goodman    | Kanada             | 530    |
| 2    | Brittany Phelan | Kanada             | 340    |
| 3    | Elli Terwiel    | Kanada             | 291    |
| 4    | Megan McJames   | Vereinigte Staaten | 283    |
| 5    | Ève Routhier    | Kanada             | 240    |

### Super-Kombination
| Rang | Name                   | Land               | Punkte |
| ---- | ---------------------- | ------------------ | ------ |
| 1    | Megan McJames          | Kanada             | 113    |
| 2    | Erin Mielzynski        | Kanada             | 100    |
| 3    | Roni Remme             | Kanada             | 091    |
| 4    | Marie-Pier Préfontaine | Kanada             | 080    |
| 5    | Paula Moltzan          | Vereinigte Staaten | 074    |

### Podestplätze
Disziplinen:
- DH = Abfahrt
- SG = Super-G
- GS = Riesenslalom
- SL = Slalom
- SC = Superkombination

| Datum      | Ort             | Dis. | 1. Platz                       | 2. Platz                         | 3. Platz                                              |
| ---------- | --------------- | ---- | ------------------------------ | -------------------------------- | ----------------------------------------------------- |
| 26.11.2012 | Loveland        | SL   | Erin Mielzynski (CAN)          | Chiara Costazza (ITA)            | Brittany Phelan (CAN)                                 |
| 27.11.2012 | Loveland        | SL   | Brittany Phelan (CAN)          | Wendy Holdener (SUI)             | Laurie Mougel (FRA)                                   |
| 28.11.2012 | Aspen           | GS   | Mikaela Shiffrin (USA)         | Nicole Hosp (AUT)                | Agnieszka Gąsienica-Daniel (POL)                      |
| 29.11.2012 | Aspen           | GS   | Mikaela Shiffrin (USA)         | Agnieszka Gąsienica-Daniel (POL) | Mizue Hoshi (JPN)                                     |
| 01.12.2012 | Copper Mountain | SG   | Anna Marno (USA)               | Katie Ryan (USA)                 | Brooke Wales (USA)                                    |
| 02.12.2012 | Copper Mountain | SG   | Megan McJames (USA)            | Anna Marno (USA)                 | Katie Hartman (USA)                                   |
| 05.12.2012 | Copper Mountain | DH   | Abby Ghent (USA)               | Katie Ryan (USA)                 | Jacqueline Wiles (USA)                                |
| 06.12.2012 | Copper Mountain | DH   | Katie Ryan (USA)               | Abby Ghent (USA)                 | Jacqueline Wiles (USA)                                |
| 10.12.2012 | Panorama        | SG   | Ana Kobal (SLO)                | Brooke Wales (USA)               | Abby Ghent (USA) Anna Marno (USA) Mikaela Tommy (CAN) |
| 11.12.2012 | Panorama        | SG   | Katharine Irwin (USA)          | Jacqueline Wiles (USA)           | Erin Mielzynski (CAN)                                 |
| 11.12.2012 | Panorama        | SC   | Erin Mielzynski (CAN)          | Roni Remme (CAN)                 | Kristine Gjelsten Haugen (NOR)                        |
| 12.12.2012 | Panorama        | GS   | Kristine Gjelsten Haugen (NOR) | Mikaela Tommy (CAN)              | Erin Mielzynski (CAN)                                 |
| 13.12.2012 | Panorama        | GS   | Kristine Gjelsten Haugen (NOR) | Mikaela Tommy (CAN)              | Erin Mielzynski (CAN)                                 |
| 14.12.2012 | Panorama        | SL   | Erin Mielzynski (CAN)          | Brittany Phelan (CAN)            | Anna Goodman (CAN)                                    |
| 15.12.2012 | Panorama        | SL   | Brittany Phelan (CAN)          | Anna Goodman (CAN)               | Elli Terwiel (CAN)                                    |
| 02.02.2013 | Vail            | SL   | Anna Goodman (CAN)             | Resi Stiegler (USA)              | Ève Routhier (CAN)                                    |
| 03.02.2013 | Vail            | SL   | Anna Goodman (CAN)             | Resi Stiegler (USA)              | Kristine Gjelsten Haugen (NOR)                        |
| 04.02.2013 | Vail            | GS   | Mikaela Tommy (CAN)            | Resi Stiegler (USA)              | Ève Routhier (CAN)                                    |
| 05.02.2013 | Vail            | GS   | Kristine Gjelsten Haugen (NOR) | Mateja Robnik (SLO)              | Megan McJames (USA)                                   |
| 08.02.2013 | Apex            | DH   | Katie Ryan (USA)               | Jacqueline Wiles (USA)           | Julia Ford (USA)                                      |
| 09.02.2013 | Apex            | DH   | Katie Ryan (USA)               | Jacqueline Wiles (USA)           | Katie Hartman (USA)                                   |
| 11.02.2013 | Apex            | SG   | Jacqueline Wiles (USA)         | Julia Roth (CAN)                 | Katie Ryan (USA)                                      |
| 14.03.2013 | Sugar Bowl      | SL   | Elli Terwiel (CAN)             | Megan McJames (USA)              | Ève Routhier (CAN)                                    |
| 15.03.2013 | Sugar Bowl      | SL   | Anna Goodman (CAN)             | Ève Routhier (CAN)               | Tonje Sekse (NOR)                                     |
| 16.03.2013 | Squaw Valley    | GS   | Marie-Pier Préfontaine (CAN)   | Megan McJames (USA)              | Larisa Yurkiw (CAN)                                   |
| 17.03.2013 | Squaw Valley    | GS   | Megan McJames (USA)            | Mateja Robnik (SLO)              | Marie-Pier Préfontaine (CAN)                          |
| 18.03.2013 | Squaw Valley    | SG   | Abby Ghent (USA)               | Leanne Smith (USA)               | Julia Roth (CAN)                                      |
| 18.03.2013 | Squaw Valley    | SC   | Megan McJames (USA)            | Marie-Pier Préfontaine (CAN)     | Julia Roth (CAN)                                      |